# Linea di vista

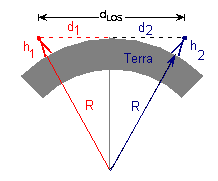
Esempio di radiopropagazione in linea di vista

La linea di vista (in inglese abbreviato in LOS, da line of sight), nella terminologia relativa alle telecomunicazioni, è il percorso ottico in linea retta fra un dispositivo trasmettitore ed uno ricevitore. La sua rilevanza è dovuta al fatto che, così come la luce, ogni onda elettromagnetica si propaga in linea retta in un mezzo isotropico.